# 安達·馬連拿
安達·馬連拿（英語：Andre Marriner，1971年1月1日—），英格蘭足球球證，出身於西密德蘭郡，現時為英超執法球證。
馬連拿于1992年开始担任球證，当时他被要求替补一名没有出现在比赛場地的球證。
馬連拿曾執法2013年足總盃決賽，他亦因數次執法問題引起爭議，於2011年阿仙奴對利物浦的比賽中，於102分鐘判給利物浦一個十二碼，成為英超史上最遲的一個十二碼入球。
2014年在車路士對阿仙奴的聯賽中，誤將張伯倫當成基比斯而錯誤將後者逐出而成為笑柄。

## 外部連結
英超球證